# Findelgletscher
Findelgletscher – lodowiec o długości 8 km i powierzchni 19 km².
Lodowiec położony jest między masywami Monte Rosa i Allalin, na wschód od Zermatt w Alpach Pennińskich w kantonie Valais w Szwajcarii.